# Frank Glasgow Tinker
Frank Glasgow Tinker (Kaplan, 14 de julio de 1909 - Little Rock, 13 de junio de 1939) fue un piloto militar estadounidense durante la Guerra Civil Española, sirviendo en las Fuerzas Aéreas de la República Española. Durante la contienda se convirtió en el máximo as de la aviación de nacionalidad norteamericana.
Algunas fuentes lo citan como el primer piloto en la historia en derribar un moderno caza Messerschmitt Bf 109, aunque otras le atribuyen este hecho al piloto yugoslavo Boško Petrović, unos días antes.

## Biografía

### Primeros años
Frank "Salty" Tinker nació en Kaplan (Luisiana), y pasó su infancia en DeWitt (Arkansas). En 1926 se unió a la Armada de los Estados Unidos con la esperanza de convertirse en aviador naval. En 1933 se graduó en la Academia naval y al año siguiente fue asignado a la aviación naval, convirtiéndose en piloto de reconocimiento del hidroavión del crucero USS San Francisco. Debido a sus problemas con el alcohol y las peleas, fue licenciado de la Armada. 
Poco tiempo después, en 1935 Tinker se unió a la tripulación de un petrolero de la Standard Oil que hacía la ruta de Nueva York a Baton Rouge (Luisiana) como un tercer oficial. Pero a mediados de 1936 abandonó su trabajo en la Standard Oil en busca de un puesto como piloto.

### Guerra civil española
Tras el comienzo de la Guerra civil española Tinker ofreció sus servicios a la Segunda República Española, al parecer por su aversión al régimen fascista de Benito Mussolini, el cual se hallaba ayudando al Bando sublevado. Originalmente se enroló en la Escuadrilla España organizada por el francés André Malraux, y negoció un elevado salario de $1,500 mensuales y una prima extra de $1,000 por cualquier avión derribado. Bajo el nombre de guerra Francisco Gómez Trejo llegó a España vía Francia.
Durante un corto tiempo, a partir del 6 de enero de 1937, Tinker sirvió en un escuadrón de bombarderos ligeros, volando con los obsoletos bombarderos Breguet XIX. A partir del 23 de enero fue asignado a una unidad de cazas, la 1.ª Escuadrilla de Chatos dirigida por Andrés García La Calle y que empleaba los biplanos soviéticos Polikarpov I-15 "Chato". La escuadrilla de Chatos del Capitán LaCalle consistía en 25 aviones, divididos en 6 grupos de 4 miembros cada uno, y uno de estos grupos al que llamaban la ‘Patrulla Americana’, estaba formada por tres pilotos norteamericanos y un español-japonés, que se componía de Frank Glasgow Tinker, Chang Sellés Ogino, Harold Evans Dahl y Jim Allison, aunque este último dejó de ser del grupo y al final el trío Chang-Tinker-Dahl eran los únicos miembros.

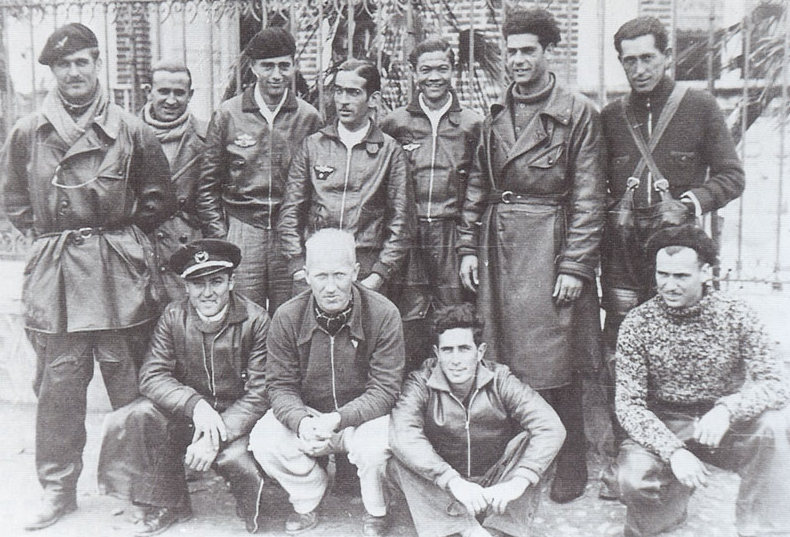
Miembros de la «escuadrilla Lacalle», febrero-marzo de 1937.

No pasó mucho tiempo hasta que Tinker y Dahl, ambos estadounidenses, se hicieron buenos amigos.
Durante 1937 la "Patrulla Americana" entabló numerosas misiones de combate contra la Aviación Nacional, generalmente duelos con los alemanes e italianos. La nueva unidad entró en acción el 10 de febrero y más tarde tomó parte en la Batalla de Guadalajara. El 14 de marzo Tinker derribó a su primer avión, un caza italiano Fiat CR.32, seguido de otro CR.32 derribado el 20 de marzo. El 17 de abril derribó a un caza Heinkel He 51 de la Legión Condor sobre Teruel. El 3 de mayo Tinker fue asignado a la 1.ª Escuadrilla de Moscas comandada por el soviético Ivan Lakyeyev, que operaba con los más rápidos Polikarpov I-16 "Mosca". Los días 2 y 16 de junio derribó otros 2 CR.32.

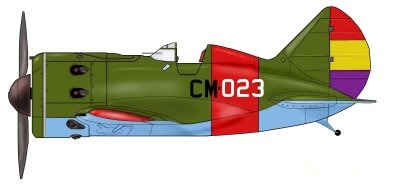
El Polikarpov I-16 n.º CM-023 pilotado por Tinker en la 1.ª Escuadrilla de Moscas.

El 13 de julio derribó uno de los cazas más modernos del momento, el Messerschmitt Bf 109A, durante la Batalla de Brunete. El avión estaba pilotado por el Unteroffizier (Sargento) Guido Honess del 2./J 88, que volaba el Bf 109A con matrícula 6-4. Honess, que murió tras estrellarse el avión, era el primer piloto alemán en obtener 3 victorias con este tipo de avión. Algunas fuentes apuntan a Tinker como el primer piloto en derribar un Messerschmitt, pero todo parece apuntar que el yugoslavo Boško Petrović ya había derribado un "messers" el 8 de julio. El 17 de julio Tinker derribó otro Bf 109A. Su última victoria fue contra un Fiat CR.32, al que derribó el 18 de julio. Tinker efectuó su última misión de combate el 29 de julio, volviendo posteriormente a los Estados Unidos. Para entonces tenía confirmadas 8 victorias.
Mientras estuvo en España, Tinker tuvo contacto con otros compatriotas como Ernest Hemingway, Robert Hale Merriman (voluntarios internacionales norteamericanos) y su sucesor Milton Wolff, que lideraría la XV Brigada Internacional durante la Batalla del Ebro.

### Últimos años y muerte
Al poco de volver a su país, Tinker cayó en una fuerte depresión víctima de la fatiga de combate, a consecuencia de los continuados combates. Durante los siguientes meses participó en numerosas conferencias y charlas sobre la Guerra Civil Española, escribiendo también algunos artículos periodísticos sobre la contienda. Estos artículos que relataban sus experiencias bélicas fueron publicados en forma de libro en 1938, bajo el título Some Still Live. Intentó volver a la España republicana como piloto y también solicitó integrarse en el grupo de pilotos voluntarios en China, los Tigres Voladores, liderado por el general Claire Chennault.
Sin embargo, acabó suicidándose de un disparo en la habitación de un hotel de Little Rock (Arkansas) en junio de 1939.